# Kim Magnusson
Kim Anton Magnusson, född 31 augusti 1992 i Skövde och uppvuxen i Falköping, är en svensk professionell landsvägscyklist som för tillfället cyklar för Riwal Cycling Team. Han cyklade 2018 i EF Education–Nippo tillhörande UCI WorldTeam. 
Kim Magnusson är son till den före detta professionella cyklisten Glenn Magnusson som även han har haft en framgångsrik karriär mellan åren 1996 och 2001 och vunnit tre stycken etapper på Giro d’Italia.